# Norsholmen, Botkyrka kommun
Norsholmen är en liten obebodd ö i Tullingesjöns norra del. Ön utgör en del av Tullingeåsen.